# Handboll vid olympiska sommarspelen 1936
De olympiska sommarspelen 1936 innebar handbollens debut på det olympiska tävlingsprogrammet. Endast en herrturnering med sex deltagande lag spelades.
Guldet gick till Tyskland, som finalbesegrade Österrike med 10-6 i ett regnigt Berlin. Schweiz tog bronset.

## Format
Turneringen spelades 6–14 augusti 1936. Sex lag deltog. Första fasen i turneringen var ett gruppspel med två grupper med tre lag i varje - topp två gick vidare till finalspel medan treorna fick spela om femteplatsen.
I finalspelet spelade alla mot alla och laget med flest poäng tog guldet.

## Medaljörer
| Gren                | Guld | Silver | Brons |
| Herrarnas turnering | Tyskland Karl Kreutzberg · Arthur Knautz · Willi Bandholz · Hans Keiter · Wilhelm Brinkmann · Rudolf Stahl · Fritz Spengler · Erich Hermann · Günter Ortmann · Wilhelm Baumann · Fritz Fromm · Heinz Körvers · Wilhelm Müller · Georg Dascher · Kurt Dossin · Hermann Hansen · Edgar Reinhardt · Hans Theilig · Helmut Berthold · Alfred Klingler · Helmut Braselmann · Heinrich Keimig · | Österrike Friedrich Maurer · Franz Brunner · Friedrich Wurmböck · Siegfried Purner · Johann Zehetner · Johann Houchka · Franz Bistricky · Franz Berghammer · Walter Reisp · Ferdinand Kiefler · Anton Perwein · Alois Schnabel · Franz Bartl · Johann Tauscher · Otto Licha · Emil Juracka · Leopold Wohlrab · Jaroslav Volak · Alfred Schmalzer · Ludwig Schuberth · Josef Kreci · Siegfried Powolny · | Schweiz Eduard Schmid · Erland Herkenrath · Erich Schmitt · Rolf Fäs · Max Streib · Robert Studer · Rudolf Wirz · Georg Mischon · Ernst Hufschmid · Willy Hufschmid · Eugen Seiterle · Max Blosch · Werner Scheurmann · Willy Schäfer · Willy Gysi · Werner Meyer · Burkhard Gantenbein · |

## Resultat

### Gruppspel

#### Grupp A
| Lag      | S | V | O | F | GM | IM | MS  | P |
| -------- | - | - | - | - | -- | -- | --- | - |
| Tyskland | 2 | 2 | 0 | 0 | 51 | 1  | +50 | 4 |
| Ungern   | 2 | 1 | 0 | 1 | 7  | 24 | −17 | 2 |
| USA      | 2 | 0 | 0 | 2 | 3  | 36 | −33 | 0 |

|  | 6 augusti 1936 | Tyskland | 22–0 (14–0) | Ungern | Police Stadium |  |
|  |                |          |             |        |                |  |
|  |                |          |             |        |                |  |
|  |                |          |             |        |                |  |

|  | 7 augusti 1936 | Ungern | 7–2 (4–1) | USA | Police Stadium |  |
|  |                |        |           |     |                |  |
|  |                |        |           |     |                |  |
|  |                |        |           |     |                |  |

|  | 8 augusti 1936 | Tyskland | 29–1 (17–0) | USA | Police Stadium |  |
|  |                |          |             |     |                |  |
|  |                |          |             |     |                |  |
|  |                |          |             |     |                |  |

#### Grupp B
| Lag       | S | V | O | F | GM | IM | MS  | P |
| --------- | - | - | - | - | -- | -- | --- | - |
| Österrike | 2 | 2 | 0 | 0 | 32 | 6  | +26 | 4 |
| Schweiz   | 2 | 1 | 0 | 1 | 11 | 20 | −9  | 2 |
| Rumänien  | 2 | 0 | 0 | 2 | 9  | 26 | −17 | 0 |

|  | 6 augusti 1936 | Österrike | 18–3 (5–1) | Rumänien | BSV Field |  |
|  |                |           |            |          |           |  |
|  |                |           |            |          |           |  |
|  |                |           |            |          |           |  |

|  | 7 augusti 1936 | Schweiz | 8–6 (5–2) | Rumänien | BSV Field |  |
|  |                |         |           |          |           |  |
|  |                |         |           |          |           |  |
|  |                |         |           |          |           |  |

|  | 8 augusti 1936 | Österrike | 14–3 (8–2) | Schweiz | BSV Field |  |
|  |                |           |            |         |           |  |
|  |                |           |            |         |           |  |
|  |                |           |            |         |           |  |

### Spel om 5:e plats
|  | 10 augusti 1936 | Rumänien | 10–3 (4–0) | USA | BSV Field |  |
|  |                 |          |            |     |           |  |
|  |                 |          |            |     |           |  |
|  |                 |          |            |     |           |  |

### Finalspel
| Lag       | S | V | O | F | GM | IM | MS  | P |
| --------- | - | - | - | - | -- | -- | --- | - |
| Tyskland  | 3 | 3 | 0 | 0 | 45 | 18 | +27 | 6 |
| Österrike | 3 | 2 | 0 | 1 | 28 | 23 | +5  | 4 |
| Schweiz   | 3 | 1 | 0 | 2 | 22 | 32 | −10 | 2 |
| Ungern    | 3 | 0 | 0 | 3 | 18 | 40 | −22 | 0 |

|  | 10 augusti 1936 | Tyskland | 19–6 (11–3) | Ungern | Police Stadium |  |
|  |                 |          |             |        |                |  |
|  |                 |          |             |        |                |  |
|  |                 |          |             |        |                |  |

|  | 10 augusti 1936 | Österrike | 11–6 (6–3) | Schweiz | Police Stadium |  |
|  |                 |           |            |         |                |  |
|  |                 |           |            |         |                |  |
|  |                 |           |            |         |                |  |

|  | 12 augusti 1936 | Österrike | 11–7 (5–2) | Ungern | Olympic Stadium |  |
|  |                 |           |            |        |                 |  |
|  |                 |           |            |        |                 |  |
|  |                 |           |            |        |                 |  |

|  | 12 augusti 1936 | Tyskland | 16–6 (9–3) | Schweiz | Olympic Stadium |  |
|  |                 |          |            |         |                 |  |
|  |                 |          |            |         |                 |  |
|  |                 |          |            |         |                 |  |

|  | 14 augusti 1936 | Schweiz | 10–5 (7–2) | Ungern | Olympic Stadium |  |
|  |                 |         |            |        |                 |  |
|  |                 |         |            |        |                 |  |
|  |                 |         |            |        |                 |  |

|  | 14 augusti 1936 | Tyskland | 10–6 (5–3) | Österrike | Olympic Stadium |  |
|  |                 |          |            |           |                 |  |
|  |                 |          |            |           |                 |  |
|  |                 |          |            |           |                 |  |

### Fotnoter
1. ↑  ”Allt om historia”. 4 januari 2011. Arkiverad från originalet den 7 januari 2011. https://web.archive.org/web/20110107115954/http://www.alltomhistoria.se/artiklar/nazityskland-vann-forsta-os-guldet/. Läst 30 augusti 2011.
2. ↑  ”Handball at the 1936 Berlin Summer Games: Men's Handball” (på engelska). sports-reference.com. Arkiverad från originalet den 11 februari 2009. https://web.archive.org/web/20090211054901/http://www.sports-reference.com/olympics/summer/1936/HAN/mens-handball.html. Läst 16 februari 2013.